# Brassica cretica
Brassica cretica là một loài thực vật có hoa trong họ Cải. Loài này được Lam. mô tả khoa học đầu tiên năm 1785.